# Église San Lorenzo in Fonte
Pour les articles homonymes, voir Église San Lorenzo.
L'église San Lorenzo in Fonte (en français : église Saint-Laurent-en-Fontaine) est une église romaine située dans le rione de Monti dans la via Urbana.. Elle est dédiée au diacre et martyr Laurent de Rome ainsi qu'à Hippolyte de Rome comme mentionné sur le frontispice.

## Historique

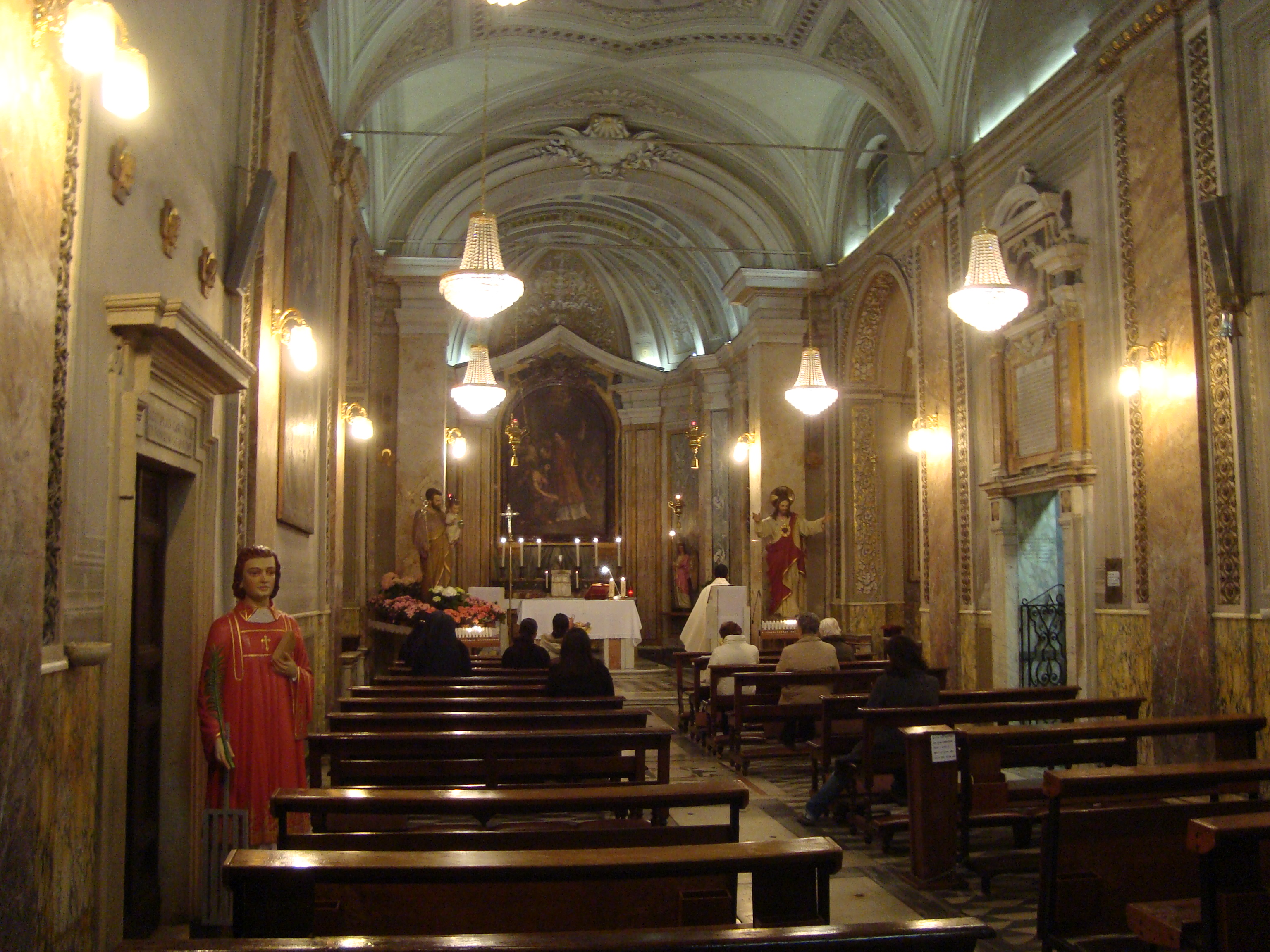
Vue de l'intérieur de l'église

Cette église fut construite selon la tradition romaine sur le site de la maison d'Hippolyte de Rome, alors centurion, où fut retenu prisonnier Laurent de Rome qui fit miraculeusement surgir une source pour baptiser Hippolyte, source qui serait toujours présente dans les parties souterraines de l'église.
La première mention de l'église date de 1348 dans des documents des archives de la basilique Santa Maria Maggiore alors qu'elle était alors rattachée à un monastère bénédictin. En 1656, l'église est reconstruite sur ordre du cardinal espagnol Juan Alvarez de Toledo sur les plans de l'architecte Domenico Castelli.

## Architecture
Petite église à nef unique, San Lorenzo a Fonte abrite six chapelles. Parmi les œuvres d'art présentes dans l'église se trouve sur le maître-autel une toile du Baptême de Saint-Hippolyte attribuée à Giovan Battista Speranza, qui réalisa également les peintures latérales représentant Saint Laurent et Saint Laurent distribuant du pain aux pauvres. Un buste du pape Urbain VIII est attribué au Bernin ou à son école.
Les sous-sols antiques possède une cellule où aurait été incarcéré saint Laurent ainsi que la source de la tradition.

## Sources
- (it) Cet article est partiellement ou en totalité issu de l’article de Wikipédia en italien intitulé « Chiesa di San Lorenzo in Fonte » (voir la liste des auteurs).
- Église San Lorenzo in Fonte sur Commons